# تملك بالاستيلاء

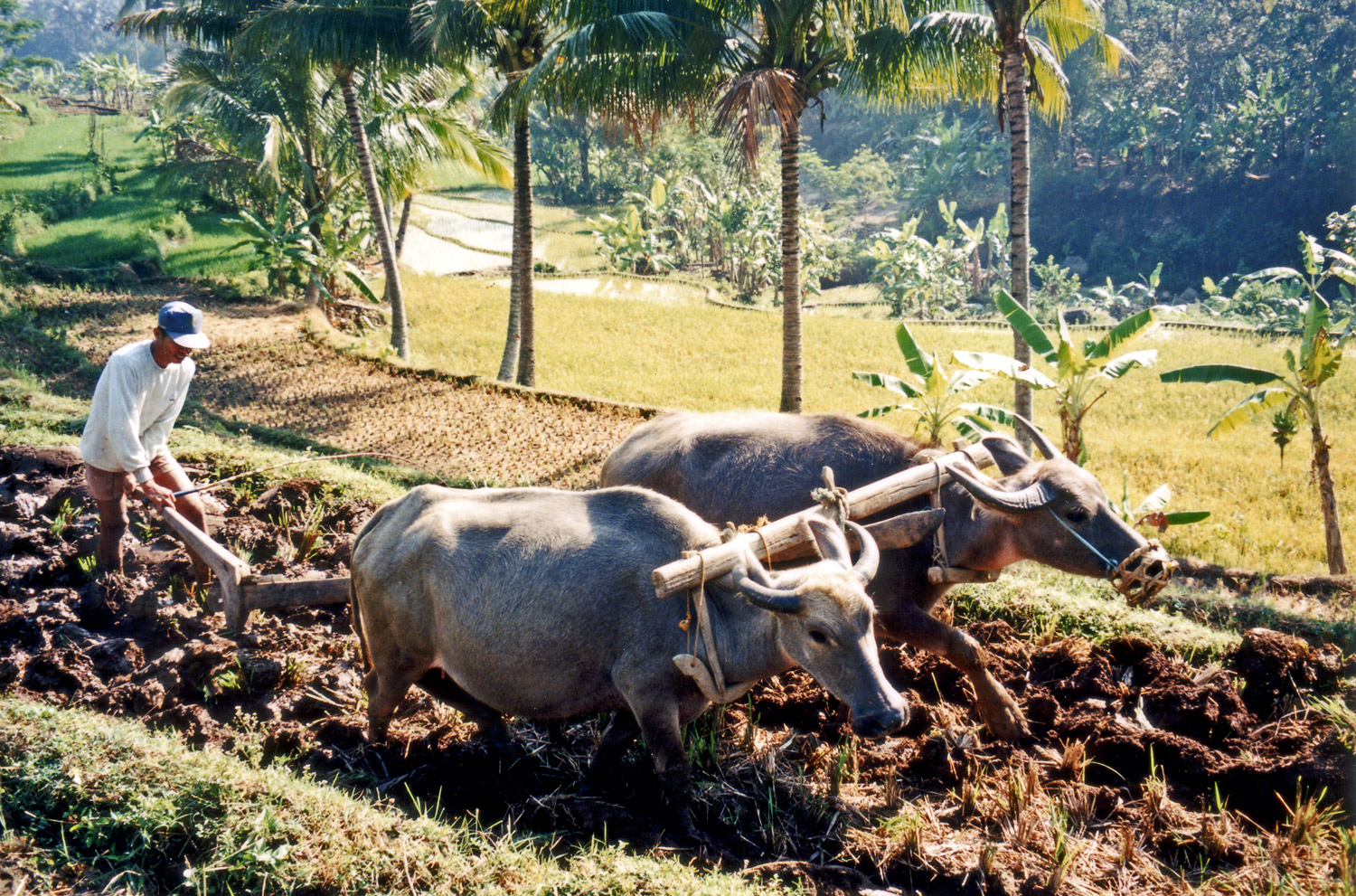
طبقا لمبدأ التملك بالاستيلاء فإن المزارع الذي يستخدم أرضًا غير مملوكة تصبح ملكه.

التملك بالاستيلاء هو المبدأ الذي يكتسب به المرء ملكية مورد طبيعي غير مملوك من خلال قيامه بأحد أعمال «الاعتماد الأصلي في الموازنة» (الاستيلاء). قد يسن التملك من خلال وضع مورد غير مملوك موضع استخدام نشط (من خلال استخدامه بهدف إنتاج منتج ما، أو ربطه بممتلكات سبق الحصول عليها أو من خلال وضع علامة عليه كملكية (كما هو الحال مع تمييز الماشية بالكيّ).
يرى مؤيدو الملكية الفكرية أن الأفكار يمكن أيضًا تبنيها بإيجاد تمثيل فعلي أو ملموس لها في الأصل. يرى آخرون أنه بما أن التجلي الملموس لفكرة واحدة ستكون حاضرة في مواضع عديدة، فإن ذلك يحول دون امتلاكها في معظم الحالات أو جميعها.
التملك هو أحد الأسس التي تقوم عليها الرأسمالية كل من اللاسلطوية الرأسمالية والليبرتارية اليمينية.

## في الإسلام
في الإسلام، تملك الأراضي بموجب الإحياء؛ لقوله - صلى الله عليه وسلم -: ((مَن أحيا أرضًا ميتة فهي له)). واختلف في اشتراط إذن الحاكم، والجمهور على عدم اشتراطه.
لكن مالك الأرض في الإسلام لا يحق له منع غيره من الاستفادة منها البتة. فبعض الحقوق تبقى محفوظة للمجتمع مثل حق تمرير المياه وغيره.

## في القانون الوضعي
هناك نظامان قانونيان مختلفان تستمد منهما ملكية الأراضي ونطاقها: القانون العام والقانون التشريعي. من بين القضايا الخلافية المتكررة في كلتا الحالتين مسألة ملكية الموارد المارة عبر الممتلكات، مثل الجداول أو الأنهار، التي يمكن لآخرين في مصب المياه أو المياه الجوفية التأكيد على حقهم في ملكية أو حقهم فيها، مثل المياه الجوفية والمعادن.
فيما يتعلق بحدود حقوق الملكية لما فوق الأرض، فإن المبدأ القديم في القانون هو مذهب «إلى السماء» (ad coelum)، أي أن حقوق الملكية تمتد «إلى السماء» كما تحت الأرض. في الماضي، كانت حقوق الملكية «إلى السماء» غير مفروضة، إلا أنه مع التقدم التقني للبشر، يمكن للحق حسب مذهب «إلى السماء» التغير.

### القانون العام
ينص القانون حسب مذهب «إلى السماء» الذي يمتلك بموجبه ملاك الأراضي كل شيء تحت الأرض وفوقها، إلى السماء وتحت الأرض إلى جوفها، باستثناء المعادن المتطايرة مثل الغاز الطبيعي. لم تحدد القواعد التي تشرع التملك في القانون العام وإنما في القانون التشريعي المحلي. يعترف القانون العام أيضًا بمفهوم «حيازة الواقع» (الحيازة الكافية قانونًا لكسب ملكية الأرض). انتقد موراي روثبارد هذا المذهب لكونه غير منسجم مع مبدأه بخصوص التملك كتطبيق حرفي يمنع الطائرات من السفر فوق أرض شخص ما، قائلًا:
لكن هل المسألة العملية بخصوص الطيران هي المشكلة الوحيدة في مذهب «إلى السماء»؟ تحت مبدأ التملك، لا تحمل قاعدة مذهب «إلى السماء» أي معنىً، وبالتالي هذا المبدأ مجرد فكرة تنتظر رميها في سلة مهملات التاريخ القانوني. في حال تملك فرد قطعة أرض واستعمل التربة وما تحتها، فبأي معنى يستخدم أيضًا السماء كلها فوقه وصولًا لأعالي السحاب؟ من الواضح أن ذلك لا يحدث في الواقع.
ما دامت الطائرة لم تلحق الضرر بالأرض أو تعطلها، فإن مالكها لن يرفع دعوى بذلك. حسب المبدأ نفسه، فإن ملكية الموارد المعدنية والمائية في الأرض أو تحتها تتطلب أيضًا تملكًا، وإلا تركت غير مملوكة.

### القانون التشريعي
في القرن التاسع عشر، أضفى عدد من الحكومات الطابع الرسمي على مبدأ التملك من خلال سن قوانين من شأنها منح قطع أرض ذات حجم موحد معين للناس الذين يستقرون عليها ويعملون على «تحسينها» (عادة، يبنون مكان إقامتهم ويشرعون في زراعة جزء معين على الأقل من الأرض). عادة ما تنطبق مثل هذه القوانين على الأراضي التي انتزعت مؤخرًا من سكانها الأصليين، والتي تريد الدولة أن يكون المزارعون قد سكنوا بها. تتضمن الأمثلة:
- نيو ساوث ويلز: قانون أراضي التاج (1861)
- كندا: قانون الأراضي الدومينية (1872)
- الولايات المتحدة: قانون فلوريدا للاستيلاء الكمّي (1842)، قانون التملك (1862)[4]